# بيت كرامي (ذي السفال)

تعديل مصدري - تعديل

بيت كرامي محلة تابعة لقرية المؤجلة، التابعة لعزلة العنسيين بمديرية ذي السفال إحدى مديريات محافظة إب في الجمهورية اليمنية، بلغ تعداد سكانها 324 حسب تعداد اليمن لعام 2004.